# Xã Osage, Quận Becker, Minnesota
Xã Osage (tiếng Anh: Osage Township) là một xã thuộc quận Becker, tiểu bang Minnesota, Hoa Kỳ. Năm 2010, dân số của xã này là 895 người.